# 屈尔滕
屈尔滕（德語：Kürten，發音：[ˈkyːʁtn̩]）是德国北莱茵-威斯特法伦州科隆行政区莱茵-贝格县的市镇，面积67.29平方千米，2023年12月31日人口为20,158人。